# Gymnocalycium nigriareolatum
Gymnocalycium nigriareolatum är en kaktusväxtart som beskrevs av Curt Backeberg. Gymnocalycium nigriareolatum ingår i släktet Gymnocalycium och familjen kaktusväxter. Inga underarter finns listade i Catalogue of Life.